# Hurttjärnet
Hurttjärnet är en sjö i Kils kommun i Värmland och ingår i Göta älvs huvudavrinningsområde.